# 黙示の島
『黙示の島』（もくしのしま）は、佐藤大輔による日本のパニックホラー・アクション小説。角川書店より2002年に刊行された。

## 概要
太平洋上の離島にて住民らが異常な活力と暴力性を発揮し、理性を失って殺し合いを始める中、島内で理性を保っていた少数の人々が安全を求めて共に闘う様子を描いたパニックホラー・アクション小説。
2023年3月10日には中央公論新社より、同じ作者の『凶鳥（フッケバイン）』と本作を収録した愛蔵版『凶鳥〈フッケバイン〉／黙示の島』（ふっけばいん／もくしのしま）が刊行された。

## ストーリー
出生率の低下と人口の高齢化が進みつつある日本で、政府は社会の高齢化へ発展的に対処することを目的とした計画『L2計画』を実働する。その前段階として、人口高齢化の著しい地域に先端保険科学研究センターと呼ばれる機関が設置される。
先端保険科学研究センターが設置された南海の離島、鼎島（かなえじま）の島民たちは、センターから研究試験を兼ねて提供される先端医療により、老人も子供も大人も、島全体が活力に満ちあふれていた。
ところがある日、島民の一人がカモメやフナムシに食い殺された状態で発見される事件が起こる。その日を境に島内では殺人が起きたり、猿の凶暴化や、ケンカによる怪我人や体調不良の者が急増するなどの奇妙な出来事が立て続けに起こる。活力にあふれる島民たちの様子も次第に異常な方向へと変化していく。
やがて島全体で島民が異常な活力とともに暴力性を露わにし、手当たり次第に性行為と殺しあいを始める。異常事態の中でも理性を保っていた少数の人々は、異常事態に陥った鼎島で安全を求めて共に闘い、行動する。

## 登場人物
伊倉浩一（いくら こういち）
鼎島にやってきた男。社会学の調査をしている法人団体に勤める32歳の研究員で、島には仕事と休養を兼ねて訪れた。友人から借りた島内の別荘に寝泊まりしている。仕事柄、動き回ることが多いため体格は筋肉質。島を訪れてすぐ、診療所の睦美に港から別荘に車で送ってもらったことをきっかけに知り合い、後に情熱的な関係となった。かつて彼の勤める団体の活動の一環で旧仏領のアフリカ某国に訪れたことがあり、その地である体験をしている。島の住民たちが異常な状態に陥って殺し合いを始めた際も理性を保っており、睦美など理性を保っていた人達とともに異常な住民たちと闘うことになる。
能瀬睦美（のせ むつみ）
鼎島の診療所に2年前から勤めている内科の女医。島内の先端保険科学研究センターが研究試験を兼ねて島民達に提供する先端医療により、島民達が健康で仕事が無く、暇を持て余している。伊倉とは車で港から彼の泊まる別荘に送ったことをきっかけに知り合い、後に情熱的な関係となった。島内で自殺死体が発見された際、センターに勤める人間以外で唯一の医師であることから死体の解剖調査を行うが、自殺のはずの死体に他殺や強姦の痕跡を見つけたことで島民の異常に気が付く。島が異常事態に陥った際は理性を保っており、同じく理性を保っていた伊倉と共に行動する。
財津君三郎（ざいつ きみさぶろう）
鼎島に住む老人。町の北側に住み、他の住民とあまり関わろうとしないため変人扱いされている。唯一、町長とは同級生かつ幼い頃からの友人の仲。70を過ぎた老体ながら身のこなしが軽く、空手等と異なる謎の武術を会得していたり、自宅に複数の猟銃やライフル銃を置いていたりするなど奇妙な人物。孫の忠之の迷彩服を「作業服」、生物兵器を「特殊武器」と呼ぶなど独特の言い換えをする。彼がこの島に住んでいるのは、かつて彼が所属していたある組織のある任務のため。島民の不審死事件にて町長から死体調査の協力を依頼されて現場に行った際、同じく現場にやってきた診療所の睦美に同行する形でやってきた伊倉と知り合った。島が異常事態に陥った際は理性を保っており、私物の銃で闘うことになる。
財津忠之（ざいつ ただゆき）
君三郎の孫。17歳。ぼんやりとした顔立ちにだらしのない体格をしている。もともとは札幌市の高校生だったが、苛めてきた相手に反撃して怪我を負わせたことが原因で、祖父の住んでいる鼎島で生活することになった。いわゆるミリタリーオタクで、島内の山奥にてエアソフトガンで遊んでいる。外出時には迷彩服を着ており、常にサバイバルナイフとエアソフトガンの拳銃を隠し持っている。祖父に連れられて島民の不審死事件の現場に来たとき、伊倉と知り合った。島が異常事態に陥った際も理性を保っており、サバイバルナイフやエアソフトガン、駐在所で拾ったニューナンブM60拳銃と祖父の銃、そして持ち前の軍事的な知識を生かして闘うことになる。島の状況をゲーム『バイオハザード』から連想して生物災害ではないかと疑った。
真波由梨（まなみ ゆり）
鼎島の町立鼎中学（校舎は小学校と兼用）に通う14歳の女子中学生。162センチの引き締まった肢体と目を引く顔立ちをしている。剣道の選手で、全国中学生剣道大会に上位入賞して推薦で高校と大学に入学することを目標にしており、かつて女子剣道全国二位で教師の室井恭子からも「あの子は特別」と評されるほどの腕前。島の宣伝になる事を期待した大人たちの応援も受けている。兄弟姉妹はおらず、母親は死別、父親は本土にいるため、島では一人で生活している。財津忠之のことは、苛めを受けて本土から逃げてきた人間と蔑んでいる。島が異常事態に陥った際も理性を保っており、練習用の木刀を手にして闘うことになる。
室井恭子（むろい きょうこ）
町立鼎中学に赴任して1年半の女性教師。学生の頃に女子剣道で全国二位に進んだことがあり、鼎島の人々から真波由梨が高校に進学するまでの2年間に剣道を教えて欲しいと依頼される形で島にやってきた。診療所の睦美は同じ島外から来た余所者ということもあって友人の仲。毎朝、由梨とともに体力鍛錬のため早朝に町内をランニングしている。体調が優れず自転車で由梨のランニングに付き添うことにしたある日の朝、島の異常な状態に気が付くが、直後に暴力性を露わにした住民に襲われる。
門沢
鼎島に赴任して3年目になる駐在の警察官。島に唯一人だけの駐在。中学と高校を通して柔道部に所属し、全国大会で二度の入賞をした経験を持つ。その経歴を評価されて警視庁で採用、警察学校卒業後に2年ほどの交番勤務を経て機動隊に配属された。その後に特殊部隊であるSATへの推薦を上司から勧められたが、性に合わないとの理由でそれを拒否し、推薦を無下にされた上司の嫌がらせもあって鼎島の駐在になった。妻子がいるが、妻はお産のために息子を連れて本土に戻っている。伊倉とは彼が島にやってきた初日に知り合ったが、翌日に異常な倦怠感に襲われ、砂浜で倒れる。
中岡次郎
伊倉と同じカーフェリーに乗って鼎島にやってきた男。日本ITサービス株式会社東京本社営業部サービス課第二課長。前日に鼎島を襲った台風により、先端保険科学研究センターに納入されていた自社製品がトラブルを起こしたため島に訪れた。
大月
島に訪れた伊倉が最初に遭った鼎島の島民。伊倉が宿泊することになった友人の別荘の管理の手伝いをしている。別荘に行こうとする伊倉を、偶然通りかかった睦美の車に乗せたことで、伊倉と睦美の二人が知り合うきっかけを作った。その後に体調不良を起こし、睦美の診療所を訪れる。後に異常な状態となり、暴力性を露わにする。
町長
鼎本町の町長。名前は善造で、財津君三郎とは同級生かつ幼い頃からの友人の仲。君三郎が過去に勤めていた仕事についても知っており、砂浜で死体が発見された際、死体の調査に君三郎を呼んだ。後に島全体が異常な状態に陥った際、家族が殺し合いを始めた自宅から命からがら君三郎の家に逃げ込むも、直後に彼自身も異常な状態となって君三郎に襲い掛かる。
勝呂栄太
公民館の館長。でっぷりとした腹の持主。既婚で50代、三人の子供は全員本土で教師をしている。糖尿病によりインポテンツだったが、あるとき異常な活力が沸いて女性を強姦する。その後は一時的に冷静となり、自身の行いに後悔を覚えたが、直後に異常な状態と化した妻に襲われた。
石島弘
鼎本町町役場の出納課長。42歳。妻子がいる。毎朝のジョギングを日課としており、ジョギング中に砂浜で死体を発見する。後に異常な状態となる。
沖津治夫
鼎本町町役場に今年就職したばかりの新人。いつも他の人々にあれこれと用事を頼まれている情けない男で、体格も貧弱だが、後に異常な活力が沸いて勝呂とともに女性を強姦する。その後、暴力性を露わにする。
有坂敏也
漁協で働く30代の男。睦美にいつも色目を向けている。後に異常な状態となり、忠之に襲い掛かる。
津山始
鼎本町町役場で働く男。駐在の門沢の妻に執心しており、過去に手厳しくはねつけられたことが公然の秘密になっている。
内海義男
鼎本町町役場の庶務課長。枯れ木のような体格をしている。島全体が異常な状態に陥った際も理性を保っていた。
長岡澄香
鼎島に来る前の能瀬睦美が短期研修でアメリカに訪れた際に会った日本人の研究者。
石田
国立感染症研究所の研究者。異常事態に陥った鼎島からの救援を求める連絡を受け、自衛隊の西部方面普通科連隊に所属する化学防護小隊とともに島へやって来る。

## 用語
鼎島（かなえじま）
太平洋に浮かぶ小さな離島。市街地である鼎本町を中心に約500人の住民が住んでおり、飲食店は4つほど、駐在所と診療所がそれぞれ1つ、小学校と中学校は校舎を共用したものが1つ、他にバブル時代に建てられたホテル並みの建物でできた15階建ての国民宿舎、キャンプ場、海水浴場、そして『L2計画』の前段階として設置された先端保険科学研究センターが島内にある。鼎本町の向こうには港があり、町営水産加工場やカーフェリー用の岸壁がある。島の西側に最高峰の多望山とその山麓があり、山頂に衛星通信用のアンテナが据えられていたが、伊倉が島に訪れる前日の台風で破損しており、電話やインターネットは不通となっていた。辛うじて衛星放送の受信と、町役場などに個別に設置された衛星通信機による通信だけは行える。
先端保険科学研究センター
『L2計画』の前段階として鼎島に設置された施設。職員はおよそ200人ほど。島の人々からは主に「センター」と略して呼ばれている。L2計画で用いる予定の先端医療システムの研究を行っており、任意で島民にもそれを提供している。規模は鼎本町の診療所を上回り、施設内に病院並みの医療施設を有しているほか、独自の衛星通信装置を有している。島内で発生した異常事態の原因を作った。
L2計画
社会の高齢化へ発展的に対処することを目的に政府が立案した計画。L2は「長寿＝ロング・ライフ（Long Life）」の略称。前段階として人口高齢化の著しい地域に先端保険科学研究センターを前哨基地的に設置しており、鼎島にも設置された。後々の高齢化対策に用いられていく研究をここで行っている。しかし実際には高齢化だけでなく、出生率の低下への対処も研究しており、これが島内で発生した異常事態の原因となる。
マイクロTAS
蛋白質バイオチップを用いた腕時計型のバイオチップ統合システム。いうなれば内部に各種病原体蛋白質についての抗体を並べたコンビニのようなもので、仮にどれかの抗体が反応した場合、標識抗体で挟み込み、さらに全体をスキャンすることで危険をたちまちのうちに判別する予防医療システム。『L2計画』の目玉商品として開発され、鼎島の島者のほとんどが身に着けている。
DDSキット
マイクロTASの追加パーツとして開発された、直径100ナノミリメートルほどのミセル化ナノ粒子カプセルを用いたドラッグ・デリバリー・システムをおさめたマッチ箱台のボックス。マイクロTASのデータに基づいて小さなカプセルに収められた薬を投与する。マイクロTAS使用者のほぼ全員に配られている。

## 既刊一覧
- 黙示の島 ISBN 4048734083 2002年8月30日
- 凶鳥〈フッケバイン〉/黙示の島 ISBN 978-4-12-005639-0 2023年3月
  - 『鏖殺の凶鳥』との合本愛蔵版。短篇『如水上洛』、ルポ『二隻の護衛艦』、エッセイ『伊達邦彦は一人きり』、小泉悠の特別寄稿を併録。